# Antonio Tkalec
Antonio Tkalec (Nedeljanec, 14. prosinca 1982.) hrvatski je pjevač, skladatelj, tekstopisac, kantautor, glazbeni producent i multiinstrumentalist duhovne glazbe.
Njegova prva četiri albuma nominirana su za Porine.

## Diskografija
- Evo, dolazim Gospodine, Laudato (2009.)

- Kralju kraljeva, samoizdan (2012.)

- Zauvijek Tvoj, Acordis (2014.)

- Ohrabri me, Acordis (2017.)

- Ovo nije vrijeme predaje, Acordis (2021.)

## Vanjske poveznice
- Antonio Tkalec – službene stranice